# Wolfville
Wolfville (do 1829 Horton, Upper Horton) – miasto (town) w kanadyjskiej prowincji Nowa Szkocja, w hrabstwie Kings, podjednostka podziału statystycznego (census subdivision), przy drodze dalekobieżnej Highway 101. Według spisu powszechnego z 2016 obszar miasta to: 6,46 km², a zamieszkiwało wówczas ten obszar 4195 osób, tyle samo osób zamieszkiwało cały obszar miejski (population centre).
Miejscowość, która została utworzona 21 maja 1759 (jako township) pierwotnie nosiła miano Horton od rezydencji (Horton Hall) George'a Montagu Dunka, od 1828 Upper Horton przyjęło nazwę (na cześć lokalnej rodziny DeWolfe'ów) używaną współcześnie, od 1838 jest siedzibą Acadia University (ówcześnie pod nazwą Queens College), w 1893 otrzymała status miasta (town), od 1995 odbywa się w niej Atlantic Theatre Festival, a swoją siedzibę ma Robie Tufts Nature Centre.